# Хосеп Сегер
Хосеп Сегер (ісп. José Seguer, 6 травня 1923, Сан-Жуан-Даспі — 1 січня 2014, Реус) — іспанський футболіст, що грав на позиції захисника. По завершенні ігрової кар'єри — тренер.
Виступав, зокрема, за клуб «Барселона», а також національну збірну Іспанії.

## Клубна кар'єра
Почав грати у футбол за аматорську команду в 1940 році. Працюючи в сімейній перукарні, у вільний час грав у футбол. Після оренди в «Гранульєс», в сезоні 1942/43 він повернувся грати за першу команду, де він залишився на чотирнадцять років. Він був центральним півзахисником і виграв п'ять титулів чемпіона Іспанії, чотири рази ставав володарем Кубка Іспанії, а також п'ять разів виграв Кубок Еви Дуарте.
Завершував ігрову кар'єру у клубах «Реал Бетіс» та «Манреза», де працював граючим тренером.

## Виступи за збірну
1 червня 1952 року дебютував в офіційних матчах у складі національної збірної Іспанії в зустрічі проти Ірландії (6:0) в Мадриді. Всього протягом того року провів у формі головної команди країни 4 матчі.

## Кар'єра тренера
Розпочав тренерську кар'єру 1961 року, очоливши аматорську команду «Барселони», тренував каталонський клуб до 1964 року, після чого працював у Сегунді з «Льєйдою», та у третьому іспанському дивізіоні з «Таррасою».
Після цього Сегер був помічником головного тренера «Барселони» Сальвадора Артігаса, а після відходу Артігаса на початку сезону 1969/70 взяв на себе посаду виконуючого обов'язки головного тренера. Тренував «блаугранас» у 13 офіційних іграх і виграв шість, включаючи останню перемогу 1:0 вдома над «Реалом» 28 грудня 1969 року. Тим не менш навіть перемога у Ель Класіко не переконала керівництво клубу призначити Сегера головним тренером, яким було призначено англійця Віка Бакінгема.
У 1970 році Сегер недовго попрацював з аматорською командою «Кондал», після чого став першим головним тренером новоствореної резервної команди «Барселона Б», де пропрацював до 1972 року.
В подальшому очолював низку нижчолігових іспанських клубів. Останнім місцем тренерської роботи був клуб «Реус Депортіу», головним тренером якого Хосеп Сегер був у 1983 році.
Помер 1 січня 2014 року на 91-му році життя у місті Реус.

### Клубна статистика
| Виступи           | Виступи           | Виступи           | Ліга | Ліга | Кубок країни | Кубок країни | Єврокубки | Єврокубки | Інші | Інші | Всього | Всього |
| Клуб              | Ліга              | Сезон             | Ігри | Голи | Ігри         | Голи         | Ігри      | Голи      | Ігри | Голи | Ігри   | Голи   |
| ----------------- | ----------------- | ----------------- | ---- | ---- | ------------ | ------------ | --------- | --------- | ---- | ---- | ------ | ------ |
| «Барселона»       | Прімера           | 1943/44           | 7    | 2    | 0            | 0            | —         | —         | —    | —    | 7      | 2      |
| «Барселона»       | Прімера           | 1944/45           | 1    | 0    | 1            | 0            | —         | —         | —    | —    | 2      | 0      |
| «Барселона»       | Прімера           | 1945/46           | 1    | 0    | 1            | 1            | —         | —         | 0    | 0    | 2      | 1      |
| «Барселона»       | Прімера           | 1946/47           | 11   | 10   | 2            | 0            | —         | —         | —    | —    | 13     | 10     |
| «Барселона»       | Прімера           | 1947/48           | 20   | 8    | 2            | 0            | —         | —         | —    | —    | 22     | 8      |
| «Барселона»       | Прімера           | 1948/49           | 24   | 6    | 5            | 3            | —         | —         | 1    | 1    | 30     | 10     |
| «Барселона»       | Прімера           | 1949/50           | 18   | 8    | 2            | 0            | —         | —         | 1    | 3    | 21     | 11     |
| «Барселона»       | Прімера           | 1950/51           | 21   | 2    | 6            | 0            | —         | —         | —    | —    | 27     | 2      |
| «Барселона»       | Прімера           | 1951/52           | 24   | 1    | 7            | 0            | —         | —         | 1    | 0    | 32     | 1      |
| «Барселона»       | Прімера           | 1952/53           | 26   | 0    | 7            | 0            | —         | —         | —    | —    | 33     | 0      |
| «Барселона»       | Прімера           | 1953/54           | 13   | 0    | 7            | 0            | —         | —         | —    | —    | 20     | 0      |
| «Барселона»       | Прімера           | 1954/55           | 19   | 1    | 4            | 0            | —         | —         | —    | —    | 23     | 1      |
| «Барселона»       | Прімера           | 1955/56           | 27   | 0    | 3            | 0            | 2         | 0         | —    | —    | 32     | 0      |
| «Барселона»       | Прімера           | 1956/57           | 3    | 0    | 0            | 0            | —         | —         | —    | —    | 3      | 0      |
| «Барселона»       | Разом             | Разом             | 215  | 38   | 47           | 4            | 2         | 0         | 3    | 3    | 267    | 45     |
| «Реал Бетіс»      | Сегунда           | 1957/58           | 18   | 0    | 0            | 0            | —         | —         | —    | —    | 18     | 0      |
| «Реал Бетіс»      | Разом             | Разом             | 18   | 0    | 0            | 0            | 0         | 0         | 0    | 0    | 18     | 0      |
| Всього за кар'єру | Всього за кар'єру | Всього за кар'єру | 233  | 38   | 47           | 4            | 2         | 0         | 3    | 3    | 285    | 45     |

## Титули і досягнення
- Чемпіон Іспанії (5):

«Барселона»: 1944–45, 1947–48, 1948–49, 1951–52, 1952–53
- Володар Кубка Іспанії (4):

«Барселона»: 1951, 1952, 1952–53, 1957
- Володар Кубка Еви Дуарте (4):

«Барселона»: 1945, 1948, 1952, 1953
- Володар Латинського кубка (2):

«Барселона»: 1949, 1952